# Brie-sous-Matha
Brie-sous-Matha település Franciaországban, Charente-Maritime megyében. Lakosainak száma 170 fő (2022. január 1.). Brie-sous-Matha Bréville, Ballans, Louzignac és Sonnac községekkel határos.

## Népesség
A település népességének változása:
| Lakosok száma | 229  | 197  | 178  | 184  | 192  | 183  | 179  | 173  | 172  | 170  |
|               | 1968 | 1982 | 1990 | 2006 | 2013 | 2015 | 2017 | 2019 | 2020 | 2022 |